# NGC 6984
NGC 6984 é uma galáxia espiral barrada (SBc) localizada na direcção da constelação de Indus. Possui uma declinação de -51° 52' 15" e uma ascensão recta de 20 horas, 57 minutos e 54,2 segundos.
A galáxia NGC 6984 foi descoberta em 8 de Julho de 1834 por John Herschel.